# Balsam Szostakowskiego
Balsam Szostakowskiego (inne spotykane nazwy: Polimer "E", Polyvinox, Vinilinum, Vinylinum, Avilin) – eter poliwinylobutylowy (polimer eteru winylowo-butylowego). Bardzo gęsta, lepka, przezroczysta ciecz o barwie lekko złotawej i charakterystycznej woni eterowo-spirytusowej. Nierozpuszczalny w wodzie, słabo rozpuszczalny w stężonym (96%) etanolu, łatwo rozpuszczalny w eterze etylowym. Miesza się z olejami tłustymi oraz niektórymi tłuszczami stałymi.  Oryginalny, rosyjski środek leczniczy o działaniu przeciwzapalnym, bakteriostatycznym, fungistatycznym, słabo znieczulającym, pobudzającym gojenie (poprzez stymulację ziarninowania i odtwarzania nabłonka) oraz przeciwwrzodowym. Opracowany został przez rosyjskiego chemika prof. Michaiła Szostakowskiego, po przypadkowym jego otrzymaniu w roku 1939. Wprowadzony do lecznictwa rosyjskiego w 1940 r., natomiast w Polsce na przełomie 1964/1965 r.
Stosowany wewnętrznie, m.in. w: 
- czerwonce;
- chorobie wrzodowej żołądka;
- chorobie wrzodowej dwunastnicy[6].

Balsam Szostakowskiego – opis z 1968 r.

Stosowany zewnętrznie – w postaci nieprzetworzonej (per se) bądź w preparatach recepturowych (w mieszaninie z olejami roślinnymi, mineralnymi, maściach, pastach oraz czopkach) w stężeniu 20–25% (niekiedy do 50%), w leczeniu trudno gojących się: 
- ran;
- oparzeń;
- czyraków;
- odleżyn;
- żylaków odbytu.

Balsamu Szostakowskiego nie należy stosować w chorobach wątroby, w tym w żółtaczce mechanicznej i leptospirozie.

## Preparaty – Polska
W Polsce są dostępne następujące preparaty:
- Avilin Gastro – płyn do użytku wewnętrznego  / Nes Pharma

Powyższy preparat jest obecnie (2023) jedynym dopuszczonym do stosowania doustnego.
- Avilin – płyn do użytku zewnętrznego / Nes Pharma
- Avilin spray – aerozol do użytku zewnętrznego / Nes Pharma
- Vinilinum – płyn do użytku zewnętrznego / Eljot

Wszystkie preparaty zawierają balsam Szostakowskiego bez innych dodatków.